# ホンダ・DN-01
DN-01（ディーエヌゼロワン）は、かつて本田技研工業が製造販売していたオートバイ（大型自動二輪車）である。

## 概要
型式EBL-RC55。カテゴリーとしては大型スポーツクルーザーに分類され、ホンダでは“ATスポーツバイク”と称する。車名のDNは、「Discovery of a New Concept」の略である。
2007年の第40回東京モーターショーに参考出品され、当時の福井威夫社長が「このままの外観で市販したい」と発言。2008年3月7日にほぼそのままの状態で日本国内向けに発売された。
海外では2008年よりヨーロッパで、2009年より北米地区で販売開始となったが、2010年末に終了した。

## 車両解説
片桐潔デザインによる車体はスクーター然とした外装を持ち、クルーザータイプのやめ低いシート高でゆったりとした乗車姿勢をとりながらもニーグリップも可能としたライディングポジションに対して、前後17インチタイヤの装着によるスポーティな走りを両立させるなど多種多様なオートバイの魅力集積を試みたモデルである。
搭載されるRC55E型水冷4ストローク4バルブSOHC狭角V型2気筒エンジンは、排気量680cc。燃料供給は、PGM-FI燃料噴射装置を搭載。
トランスミッションは、同社が独自技術を駆使し新開発したロックアップ機構付油圧機械式無段変速機HFTを搭載しており、スクーターなどに採用されるVベルト式ATに比較するとATユニットをクランクケース内収納が可能となり車体レイアウトの自由度を高められるほか、油圧ならびにコンピューター制御により、車種に適した走行モードの設定が可能である。本モデルでは、一般走行用「Dモード」・スポーツ走行用「Sモード」・6速マニュアルモードが設定された。
なお動力伝達はシャフトドライブで、後輪には片持ち式スイングアーム「プロアーム」が採用された。
斬新なコンセプトと技術面でも新機構を搭載するモデルであるが、整備に従来のオートバイとは異なる特殊性も要求されたため、日本国内では一部のDREAM店のみで専売された。これは同モデルの整備履歴管理にキーへ内蔵されたRFID内部格納となる「HMD-Key（ホンダ・モーターサイクル・データキー）」で照会認証データを確認する構造も採用したためでもある。

### 遍歴
- 2008年3月28日 - 発売

車体色は以下の4色を設定
- █パールサンビームホワイト
- █パールアメジストパープル
- █キャンディーグローリーレッド
- █グラファイトブラック

- 2009年7月16日 - マイナーチェンジ

車体色を以下の3色に変更
- █キャンディーフェニックスブルー
- █パールサンビームホワイト
- █グラファイトブラック

なお2009年モデルをもって生産終了となっている。

## 画像

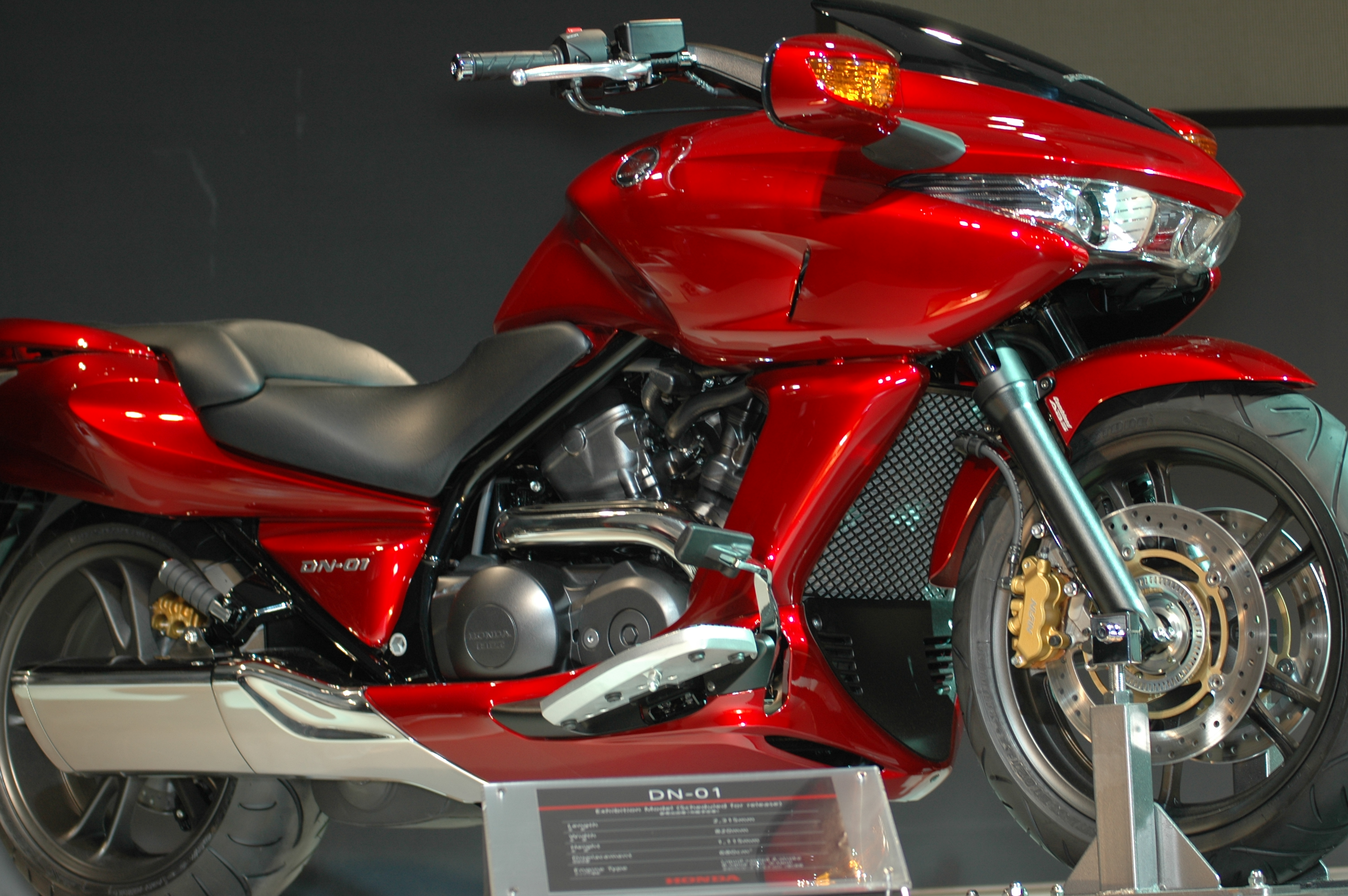
2007東京モーターショー出品車
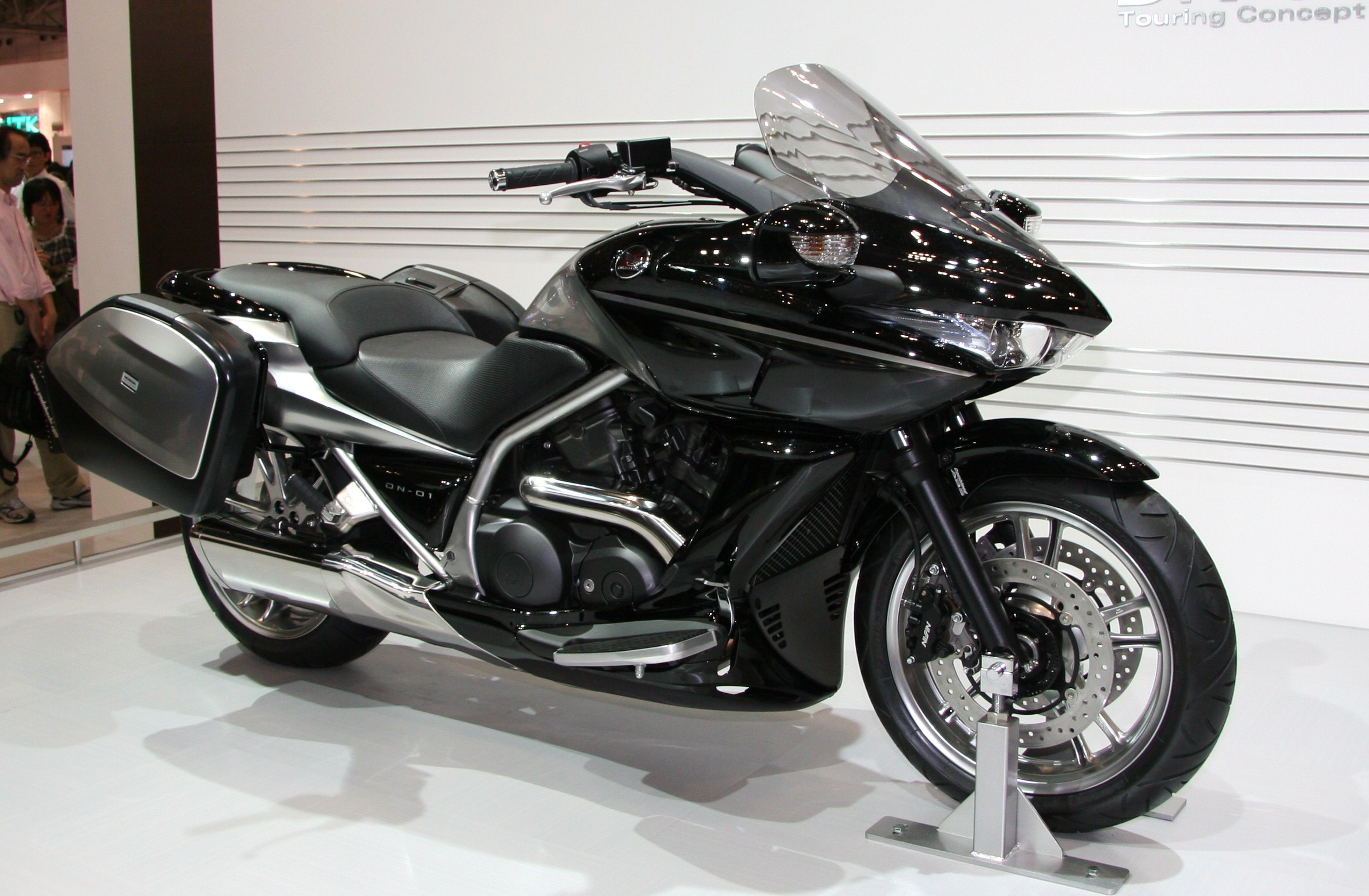
ツーリングコンセプトモデル
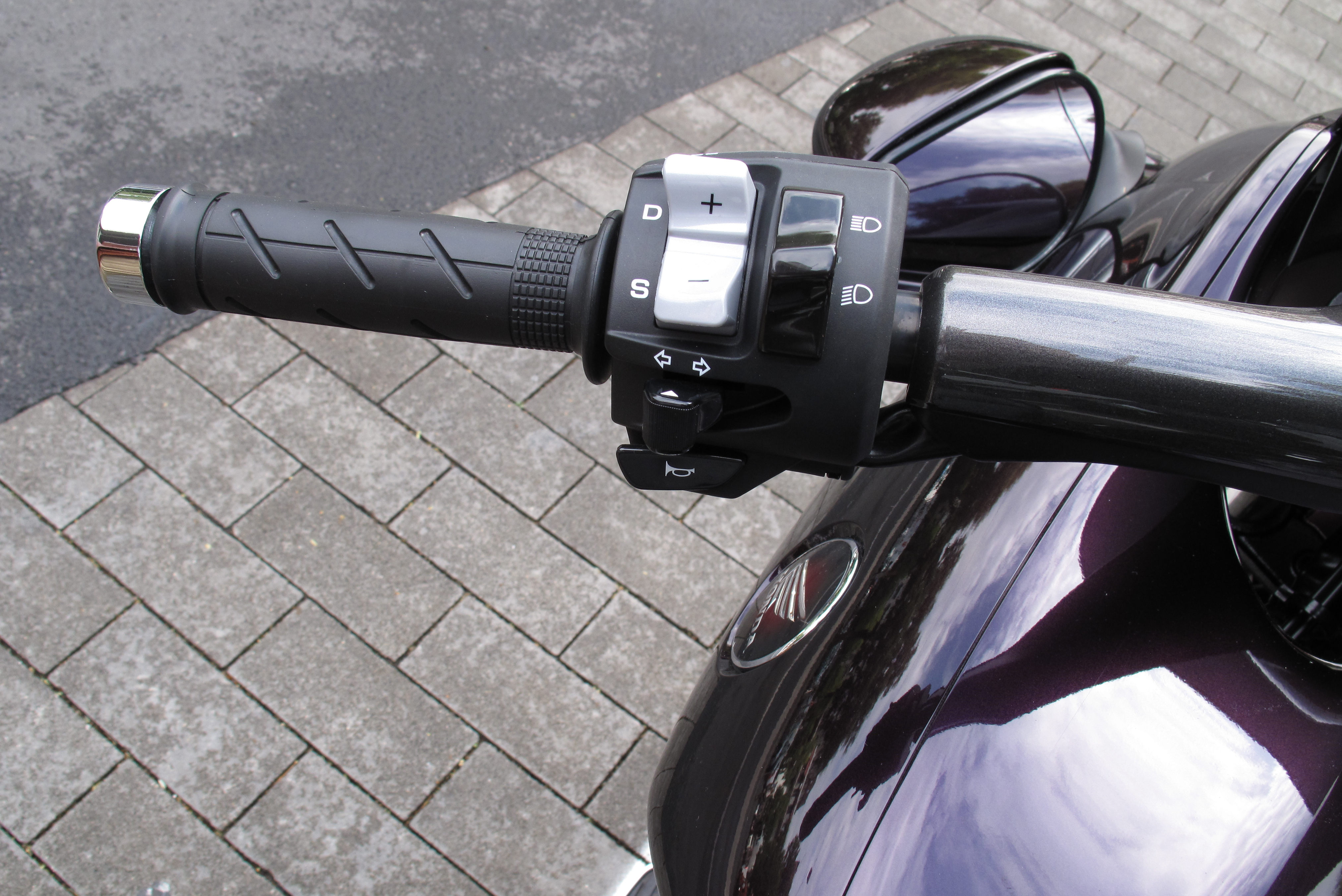
左側ハンドルスイッチ
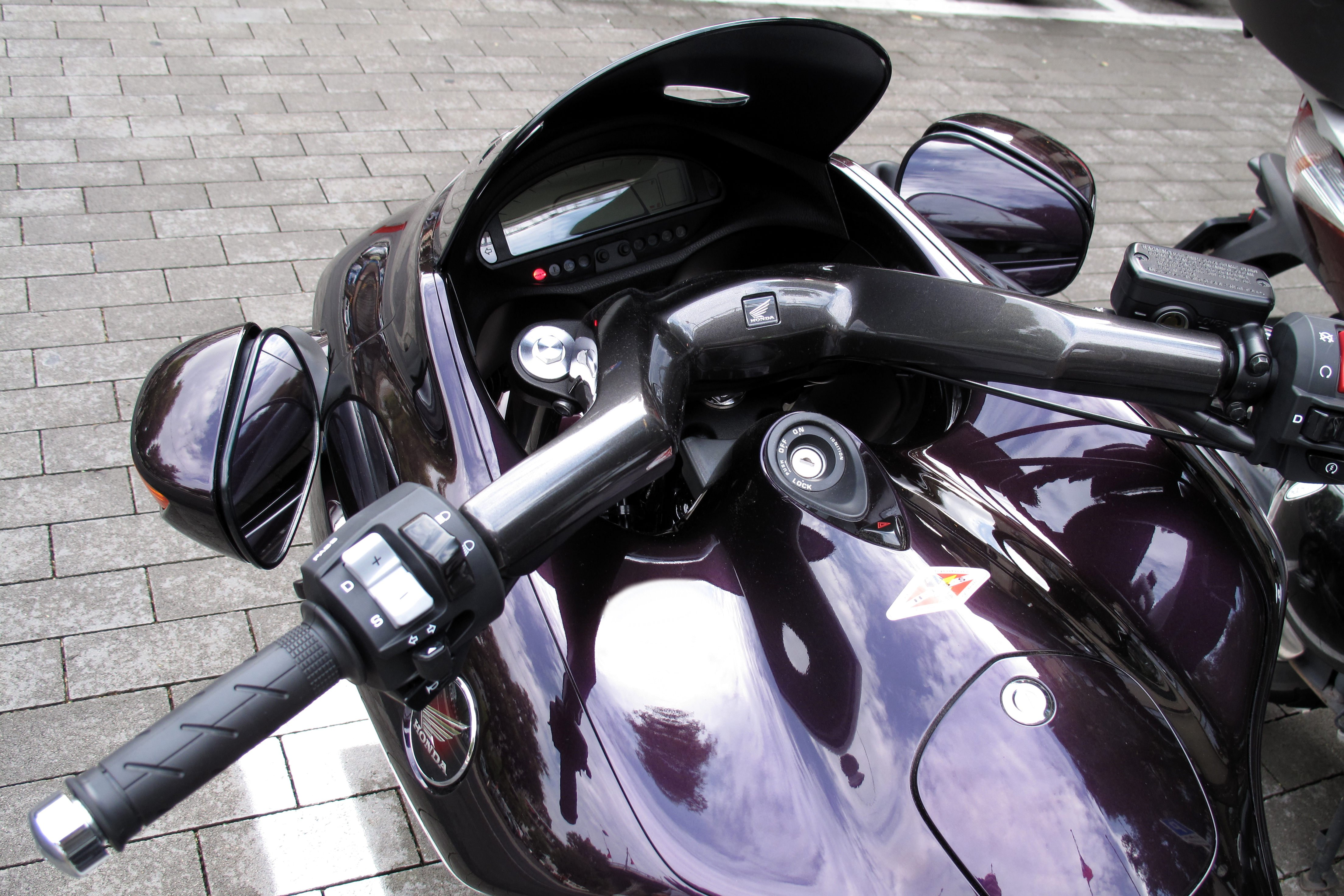
コックピット
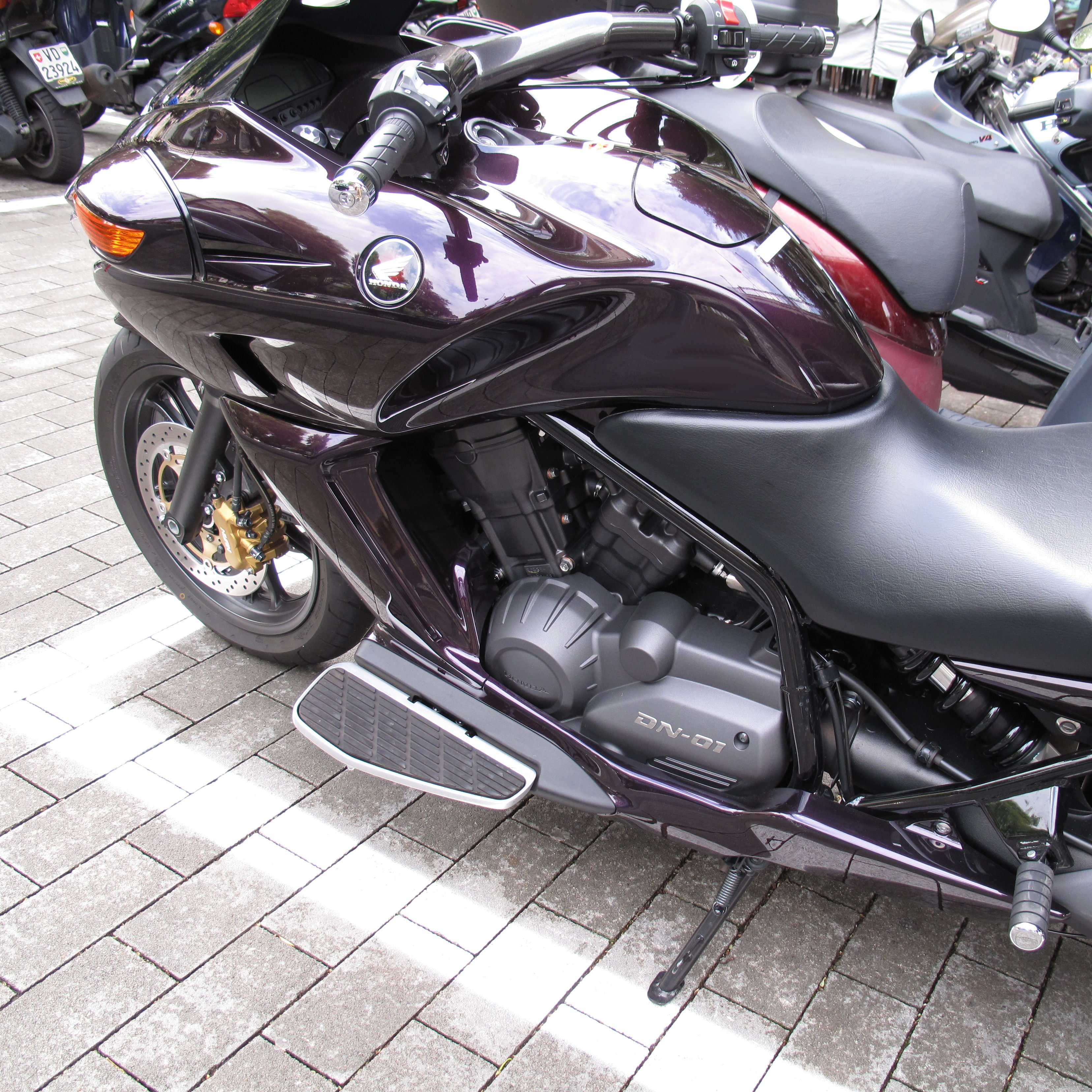
ステップボート
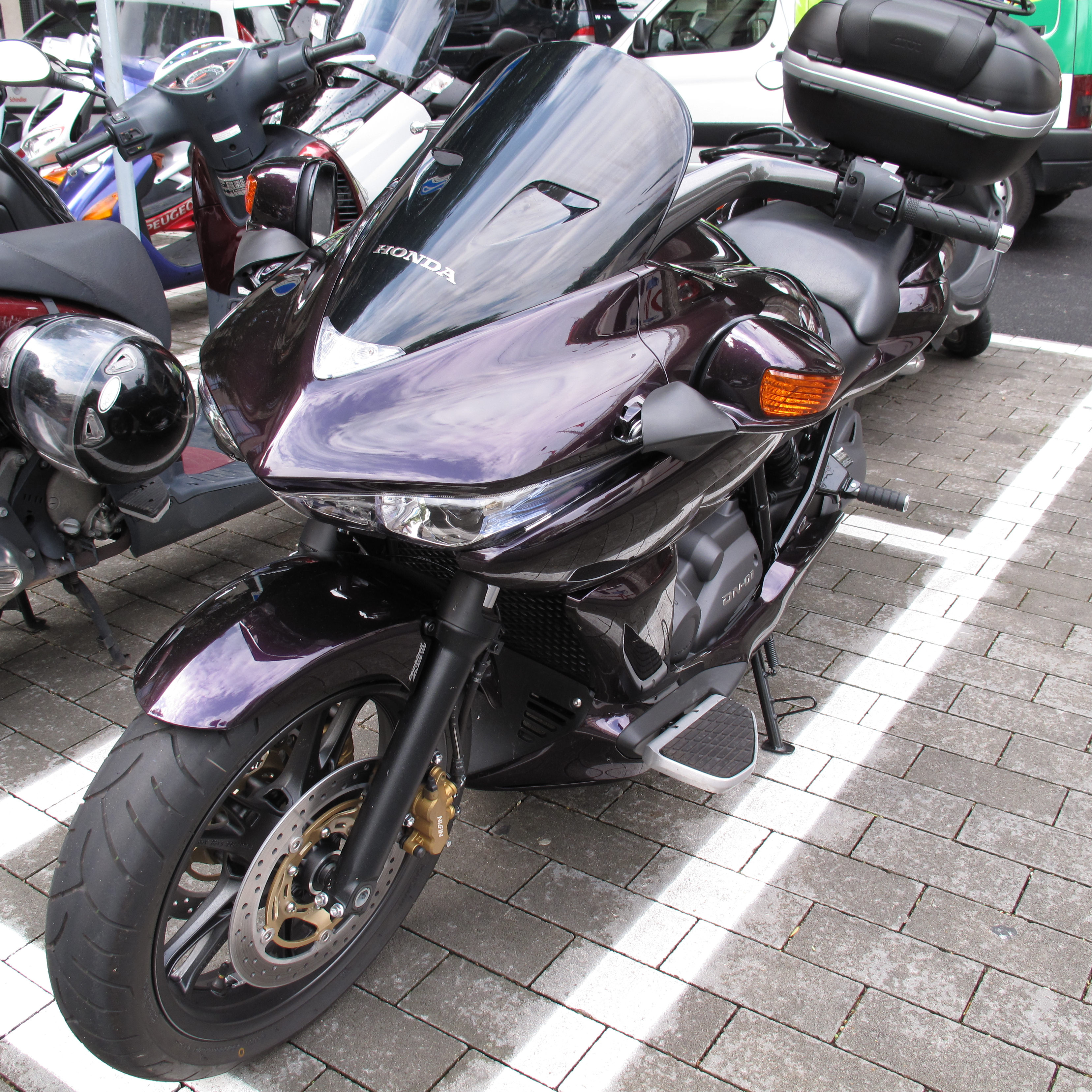
左側前景